# Kronecker-Delta
Das Kronecker-Delta ist ein mathematisches Zeichen, das durch ein kleines Delta mit zwei Indizes (typischerweise {\displaystyle \delta _{ij}\,}) dargestellt wird und nach Leopold Kronecker benannt ist. Es wird manchmal auch als Kronecker-Symbol bezeichnet, obwohl es noch ein anderes Kronecker-Symbol gibt.
Der auch gebräuchliche Begriff Deltafunktion ist irreführend, weil damit häufiger die Delta-Distribution bezeichnet wird.
Es wird vor allem in Summenformeln im Zusammenhang mit Matrix- oder Vektoroperationen verwendet, oder um Fallunterscheidungen in Formeln zu vermeiden.

## Definition
Sei eine beliebige Indexmenge {\displaystyle I} und ein Ring {\displaystyle R} mit Nullelement {\displaystyle 0^{R}} und Einselement {\displaystyle 1^{R}} gegeben.
Seien ferner {\displaystyle i,j\in I}.
Das Kronecker-Delta ist definiert als:
{\displaystyle \delta _{ij}={\begin{cases}1^{R}&{\text{falls}}\quad i=j\\0^{R}&{\text{falls}}\quad i\neq j.\end{cases}}}
Bei der Indexmenge handelt es sich meist um eine endliche Teilmenge der natürlichen Zahlen.

## Eigenschaften
Das Kronecker-Delta kann in der Form
{\displaystyle \delta =\mathrm {1} _{D}\colon I\times I\to \{0,1\}},
geschrieben werden, ist also die charakteristische Funktion {\displaystyle \mathrm {1} _{D}} der Diagonalmenge {\displaystyle D=\{(i,j)\in I\times I\mid i=j\}}. Häufig wird dabei an Stelle von {\displaystyle \{0,1\}} ein erweiterter Bildraum, z. B. die reellen Zahlen, betrachtet.
Für Produkte von Kronecker-Deltas mit {\displaystyle i,j,k\in I_{1}} und {\displaystyle b_{i}\in I_{2}} für alle {\displaystyle i} mit Indexmengen {\displaystyle I_{1},I_{2}} gilt
{\displaystyle \prod _{i}\delta _{b_{i}b_{j}}=\prod _{i}\delta _{b_{i}b_{k}}\;\forall j,k.}
Dieser Ausdruck vergleicht quasi jedes {\displaystyle b_{i}} mit dem feststehenden {\displaystyle b_{j}} und ist nur dann 1, wenn alle Ausdrücke gleich sind, weshalb statt {\displaystyle b_{j}} ein beliebiges {\displaystyle b_{i}} (ausgedrückt als {\displaystyle b_{k}}) dafür eingesetzt werden kann.
Für beispielsweise {\displaystyle I_{1}=\{1,2,3\}} mit {\displaystyle b_{1}:=a,\;b_{2}:=b,\;b_{3}:=c} bedeutet das (nach Streichung der gleichen Indizes):
{\displaystyle \delta _{ba}\delta _{ca}=\delta _{ab}\delta _{cb}=\delta _{ac}\delta _{bc}.}
Dieser Ausdruck ist genau dann (und nur dann) 1, wenn {\displaystyle a=b=c} gilt. Wird das Kronecker-Delta zusammen mit der einsteinschen Summenkonvention verwendet, so ist diese Aussage nicht korrekt. Auf das Kronecker-Delta zusammen mit der einsteinschen Summenkonvention wird im Abschnitt „Als (r,s)-Tensor“ eingegangen.
Trivialerweise gilt auch (für {\displaystyle a,b\in I}):
{\displaystyle \prod \delta _{ab}=\delta _{ab}\,.}

### Als (r,s)-Tensor
Betrachtet man das Kronecker-Delta auf einem endlichdimensionalen Vektorraum {\displaystyle V}, so kann man es als (0,2)-Tensor verstehen. Als multilineare Abbildung
{\displaystyle \delta \colon V\times V\to \mathbb {R} }
ist das Kronecker-Delta durch seine Wirkung auf die Basisvektoren eindeutig bestimmt und es gilt
{\displaystyle \delta (e_{i},e_{j})={\begin{cases}1,&{\mbox{falls }}\quad i=j,\\0,&{\mbox{falls }}\quad i\neq j.\end{cases}}}
Das Kronecker-Delta als (0,2)-Tensor ist ein Spezialfall der allgemeinen Definitionen vom Artikelanfang. Ist nämlich in der allgemeinen Definition die Indexmenge endlich und werden durch diese endlichdimensionale Vektoren indiziert, dann sind die allgemeine Definition und die Sichtweise als (0,2)-Tensor gleich. Eine andere Erweiterung des als Tensor aufgefassten Kronecker-Deltas ist das Levi-Civita-Symbol.
Im Zusammenhang mit dem Tensorkalkül wird oftmals die einsteinsche Summenkonvention verwendet, bei dieser wird über doppelt auftretende Indizes summiert. Das heißt, in einem n-dimensionalen Vektorraum gilt
{\displaystyle \delta _{ab}\delta _{ab}=\sum _{a=1}^{n}\sum _{b=1}^{n}\delta _{ab}\delta _{ab}=\sum _{a=1}^{n}\delta _{aa}=\sum _{1}^{n}1=n\neq \delta _{ab}\,.}
Meistens wird bei dieser Summenkonvention auch darauf geachtet, welche Indizes oben und welche unten stehen und es wird nur summiert, wenn der gleiche Index einmal oben und einmal unten steht. Im Fall des Kronecker-Deltas müsste es dann also {\displaystyle \delta _{b}^{a}\delta _{a}^{b}=n} lauten.

### Integral- und Summendarstellung
Wählt man als Indexmenge die Menge der ganzen Zahlen {\displaystyle \mathbb {Z} }, dann kann das Kronecker-Delta mithilfe eines Kurvenintegrals dargestellt werden. Es gilt nämlich
{\displaystyle \delta _{xn}={\frac {1}{2\pi i}}\oint _{|z|=1}z^{x-n-1}dz={\frac {1}{2\pi }}\int _{0}^{2\pi }e^{i(x-n)\varphi }d\varphi \,,}
wobei die Kurve, die auf dem Kreis {\displaystyle |z|=1} verläuft, gegen den Uhrzeigersinn gerichtet ist. Diese Darstellung kann mithilfe des Residuensatzes bewiesen werden.
Manchmal ist auch eine Darstellung in der Form
{\displaystyle \delta _{nm}={\frac {1}{N}}\sum _{k=1}^{N}e^{2\pi i{\frac {k}{N}}(n-m)}}
hilfreich. Diese kann mit Hilfe der Partialsummenfolge der geometrischen Reihe hergeleitet werden.

### Beziehung zur Betrags- und Signum-Funktion
Das Kronecker-Delta lässt sich durch die folgende Kombination von Betrags- und Signum-Funktion darstellen:
{\displaystyle \delta _{ij}=1-|\operatorname {sgn}(i-j)|}

## Beispiele
- In der linearen Algebra kann die {\displaystyle n\times n}-Einheitsmatrix als {\displaystyle (\delta _{ij})_{i,j\in \{1,\ldots ,n\}}} geschrieben werden.
- Mit dem Kronecker-Delta kann man das Skalarprodukt orthonormierter Vektoren {\displaystyle e_{1},\dots ,e_{n}} als {\displaystyle \langle e_{i},e_{j}\rangle =\delta _{ij}} schreiben.

## Alternative Definition in der digitalen Signalverarbeitung
In der digitalen Signalverarbeitung wird eine andere ähnliche Definition des Kronecker-Deltas verwendet. Das Kronecker-Delta wird hier als Funktion auf {\displaystyle \mathbb {Z} } verstanden und ist definiert durch
{\displaystyle \delta [n]={\begin{cases}1,&n=0\\0,&n\neq 0\end{cases}}\,.}
Die Funktion wird in diesem Zusammenhang als „Einheitsimpuls“ bezeichnet und dient der Ermittlung der Impulsantwort in diskreten Systemen wie beispielsweise digitalen Filtern.